# Malift Air
Malift Air es una aerolínea con base en Kinshasa, República Democrática del Congo. Efectúa vuelos de pasajeros y carga domésticos. Su principal base de operaciones es el Aeropuerto N'Dolo, Kinshasa.
La aerolínea se encuentra en la lista de aerolíneas prohibidas en la Unión Europea.

## Historia
La aerolínea comenzó a volar en 1995 y fue inicialmente conocida como Malila Airlift.

## Accidentes e incidentes
- 4 de octubre de 2007 - Un Antonov An-26 de carga se estrelló sobre un mercado con mucha gente en la capital congoleña de Kinshasa poco después de despegar, matando a 51 personas.
- 18 de julio de 2007 - Un Antonov An-24poco después de despegar del Aeropuerto de Bandundu tuvo un fallo de motor, perdiendo altitud y estrellándose a 8 km de Bandundu. De los dos tripulantes y ocho pasajeros a bordo, todos sobrevivieron.[2]

## Flota
En octubre de 2010 las aeronaves estaban almacenadas e inactivadas en Kinshasa. La flota de Malift Air incluía:
- 1 Antonov An-28
- 1 Antonov An-32
- 1 Britten-Norman BN2A Islander

En 2003, un An-24RV con la librea de Malila y registro EW-46498 fue fotografiado en Minsk. Permaneció hasta mayo de 2005, pero para ese momento ya había perdido el carenado del motor